# 李適之
李適之（694年—747年），一名李昌，唐朝宗室，為唐太宗的曾孫，唐太宗廢太子李承乾的孫子。天寶元年至五载（742—746年）任左丞相。

## 簡介
唐太宗之子恆山王李承之孫，追封郇国公李象之子。
神龍初，（705年）擢左衛郎。歷官通州刺史，擢秦州都督，轉陝州刺史。又官河南尹，拜御史大夫，官至刑部尚書，天寶元年（742年），代牛仙客為任左相，封渭源县公。
李適之好飲酒，每次可以喝酒一斗不醉，杜甫《饮中八仙歌》咏：“左相日兴费万钱，饮如长鲸吞百川，衔杯乐圣称避贤。”《新唐书》上说他：“喜宾客，饮酒至斗余不乱，夜宴娱，昼决事，案无留辞。”李林甫排擠他，“朝客虽知无罪，谒问甚稀，适之意愤，日饮醇酣恣，且为此诗”，不久罷相，後任太子少保。
天寶五載（747年），因與韋堅友好，貶宜春太守。在宜春時聽聞御史羅希奭將皇甫惟明和韋堅殺害於貶所，大懼，遂仰药死。
妻許氏，父許某為湖州別駕
- 子李霅，为卫尉少卿，贬巴陵郡别驾，李適之死后，迎丧回京，被李林甫令人诬告于河南府，杖杀之。
  - 李鼎[4]

## 历官
- 唐中宗时，年未弱冠起家授朝散大夫、尚衣奉御，出摄金州别驾。
- 转湖州别驾，入拜右卫郎将。
- 出任武陵郡太守（即朗州刺史），在任期间讨灭地方蛮夷，复任右卫郎将。
- 迁唐州刺史
- 转通州刺史
- 迁梓州刺史
- 擢秦州都督
- 转陕州刺史
- 拜河南尹
- 迁御史大夫
- 以本官出兼范阳长史、节度采访等使
- 归朝，加刑部尚书兼亚相（御史大夫）。
- 天宝元年，代牛仙客为左相兼兵部尚书、弘文馆学士、光禄大夫、上柱国、渭源县开国公。
- 天宝五载四月，自请罢知政事，转太子少保。
- 天宝五载十一月（746），受太子妃兄韦坚一案牵连，被右相李林甫诬陷，贬为宜春郡太守。
- 天宝六载，至宜春郡三日，饮毒药自杀，年五十四。

## 延伸阅读
[在维基数据编辑]
 在维基文库阅读此作者作品
 《舊唐書·卷99》，出自刘昫《舊唐書》
 《新唐書·卷131》，出自《新唐書》